# Nikolaj Novosiltsev

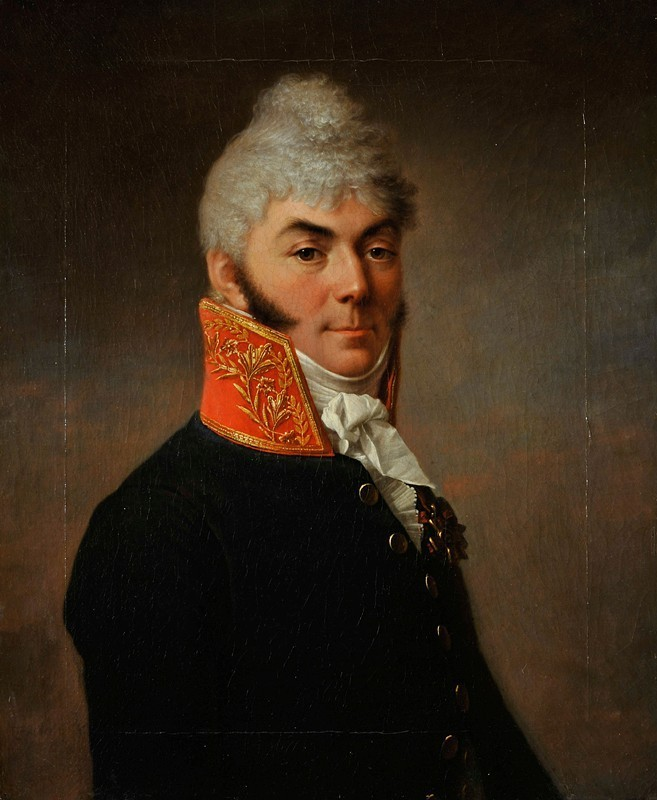
Nikolaj Novosiltsev.

Nikolaj Nikolajevitj Novosiltsev (ryska: Николай Николаевич Новосильцев), född 1761, död den 8 april 1838, var en rysk statsman.